# Miljenko Batinić
Miljenko Batinić (Split, 1921. – Split, 1981.), hrvatski bivši nogometaš. Nekadašnji igrač splitskog Hajduka. Igrao je na sredini terena.

## Životopis
Rodio se je u Splitu 1921. godine.
Prvi nastup imao je 23. travnja 1939. za prvenstvo Jugoslavije protiv Jedinstva iz Beograda koja je završila neriješeno 1:1. Batinić je bio poznat po izrazito snažnom udarcu, Od 1939. pa do 1950. godine odigrao je 296 utakmica i postigao 53 zgoditka, od čega 16 zgoditaka u 91 službenom natjecanju. 
S Hajdukom je osvojio prvenstvo Banovine Hrvatske (1941.) kada je nastupio 14 puta i postigao 8 golova i prvenstvo Hrvatske 1946. s 15 nastupa i jednim zgoditkom.
Sudjelovao u osvajanju prvenstva Hrvatske 1946. godine.
Posljednja utakmica bila mu je protiv Lokomotive 12. ožujka 1950., koju je Hajduk u gostima dobio pogotkom Vidjaka s 1:0.
Statistika u Hajduku
| Natjecanje        | Nastupi | Zgoditci |
| ----------------- | ------- | -------- |
| Prvenstvo         | 85      | 15       |
| Kup               | 6       | 1        |
| Superkup          | 0       | 0        |
| Međunarodne       | 0       | 0        |
| Splitski podsavez | 0       | 0        |
| Ukupno            | 91      | 16       |
| Prijateljske      | 205     | 37       |
| Sveukupno         | 296     | 53       |

## Službeni golovi
- 1939./40.: 5 pogodaka
  - Hajduk–Ljubljana 4:1 (2 gola)
  - HAŠK–Hajduk 3:1
  - Ljubljana–Hajduk 1:2 (2 gola)
- 1940./41.: 8 pogodaka
  - Hajduk–SAŠK 4:0 (2 gola)
  - Željezničar–Hajduk 1:3 (1 gol)
  - Hajduk–Slavija 7:0 (1 gol)
  - Hajduk–Concordija 5:2 (1 gol)
  - HAŠK–Hajduk 2:3 (1 gol)
  - Hajduk–Split 9:0 (2 gola)
- Hrvatski kup 1939. – 1941.: 1 pogodak: 
  - Hajduk–Građanski Šibenik 6:1
- Prvensdtvo Narodne Republike Hrvatske 1946.: 1 pogodak
  - Split–Hajduk 0:2
- Prva savezna nogometna liga: 1 zgoditak
  - Hajduk–Kvarner 1:0